# Danionella dracula
Danionella dracula är en fiskart som beskrevs av Britz, Conway och Rüber 2009. Danionella dracula ingår i släktet Danionella och familjen karpfiskar. IUCN kategoriserar arten globalt som otillräckligt studerad. Inga underarter finns listade i Catalogue of Life.